# L'enfer et moi
«L'enfer et moi» (укр. «Пекло і я») — пісня французької співачки Амандін Буржуа, з якою вона представляла Францію на пісенному конкурсі Євробачення 2013. Пісня була виконана 18 травня у фіналі, де, з результатом у 14 балів, посіла двадцять третє місце.